# 76-mm-Feldkanone M1902
Die 76-mm-(Schnellfeuer)-Feldkanone M1902 (76-мм полевая скорострельная пушка образца 1902 года) war das Hauptgeschütz der russischen Feldartillerie im Ersten Weltkrieg. Es wurde später in der UdSSR modernisiert und als 76-mm-Divisionskanone M1902/30 in den sowjetischen Streitkräften als ein Standardgeschütz sowie in der Wehrmacht während des Zweiten Weltkriegs, dort als Beutegeschütz, eingesetzt.

## Entwicklung
Die Konstruktion geht auf den russischen General Engelhard sowie den Ingenieur Baranowsky mit einem ersten Muster, genannt Modell 1900, zurück. Dieses Geschütz mit kurzem Rohrrücklauf konnte nicht überzeugen. Man verbesserte diese Konstruktion ab 1901 insbesondere im Bereich der Oberlafette. Hier orientierte man sich hinsichtlich des Rohrrücklaufs an Grundsätzen wie bei der Feldkanone 96 neuer Art mit einem hydropneumatischen Bremszylinder für die Dämpfung des Rücklaufs und einem Federzylinder für den Vorlauf.
Ab 1903 wurde das Geschütz mit einem Schutzschild und einem Rundblickfernrohr ausgestattet, dann als Modell 1902/03 bezeichnet.
Während des Ersten Weltkriegs fanden dann keine nennenswerten Weiterentwicklungen statt.

## Einsatz
Das Geschütz wurde von der zaristische Armee an allen Fronten des Ersten Weltkriegs eingesetzt und zeigte sich den meisten europäischen Vergleichsgeschützen als ebenbürtig.
Die Geschütze, gekennzeichnet durch die damals höchste Anfangsgeschwindigkeit aller eingeführten Feldkanonen sowie die relativ kleine Höhenrichtbarkeit, bewirkten einen flachen Auftrittwinkel der Geschosse und damit eine weite Streuung der Splitter der überwiegend genutzten Schrapnellmunition.
Nach Kriegsende verblieben 179 Geschütze in Finnland und wurden von der finnischen Armee als Standardgeschütz mit der Bezeichnung 76/K 02 übernommen, 1939 bis 1940 durch den Geschützhersteller Tampella überholt und im Finnisch-Sowjetischen-Winterkrieg verwendet.
Die in der Roten Armee der UdSSR verbliebenen Geschütze wurden ab den 1930er Jahren durch Verlängerung des Rohres sowie durch Erhöhung des Elevationswinkels in ihrer Reichweite gesteigert und als 76-mm-Divisionskanone M1902/30 im Zweiten Weltkrieg auch als Beutegeschütz der Wehrmacht verwendet.

## Museale Rezeption
Das Geschütz wird in mehreren Museen in Russland, im Sotamuseo Museum, Helsinki und in der Wehrtechnischen Studiensammlung Koblenz ausgestellt.